# Scottish National Portrait Gallery

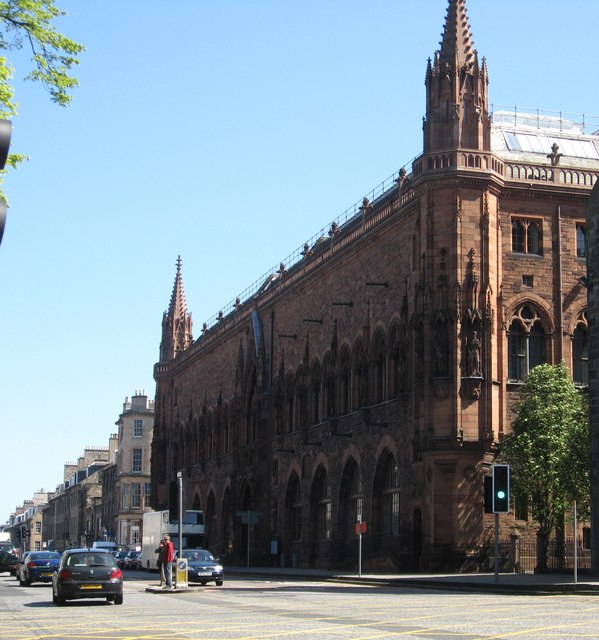
Die Scottish National Portrait Gallery

Die Scottish National Portrait Gallery ist ein Kunstmuseum an der Queen Street, Edinburgh, Schottland.
Sie zeigt eine nationale Sammlung von Porträts, vornehmlich aber nicht ausschließlich, schottischer Staatsmänner. 2019 wurde die Scottish National Portrait Gallery von rund 373.000 Personen besucht. 2024 betrug die Besucherzahl etwa 288.000 Personen.
Die Gründung erfolgte 1889 und seitdem befindet sie sich in einem neugotischen, roten Sandsteingebäude, das zwischen 1885 und 1890 erbaut und von Robert Rowand Anderson entworfen wurde.
Gestiftet wurde der Bau von John Ritchie Findlay, dem Besitzer der Zeitung The Scotsman.
Nachdem die Galerie im April 2009 für eine komplette Gebäudesanierung geschlossen werden musste, wurde sie am 1. Dezember 2011 neu eröffnet.
Zusätzlich befindet sich dort die Scottish National Photography Collection.